# Латоново
Латоново — село в Матвеево-Курганском районе Ростовской области.
Входит в состав Малокирсановского сельского поселения.

## География

### Улицы
- ул. Гагарина,
- ул. Криничная,
- ул. Ленина,
- ул. Октябрьская,
- ул. Почтовая,
- ул. Садовая.

## Население
| 2010 |
| ---- |
| 1397 |